# Rodrigo (stripalbum)
Rodrigo is het twaalfde stripalbum uit de reeks Schemerwoude die vanaf dit deel alleen Schemerwoude wordt genoemd, zonder de torens van  Het twaalfde deel verscheen bij uitgeverij Arboris in 2001. Het album is geschreven en getekend door Hermann Huppen.

## Inhoud
In dit deel staat wederom een afstammeling van Aymar centraal, Rodrigo. Het verhaal speelt zich af in Toledo, 1325, en begint met een aanval op een kasteel. Niets wijst op een band met Schemerwoude al heeft Rodrigo de la Vega, de zoon van Don Joaquin wel de typische Schemerwoude-gelaatstrekken. Na de overwinning bezwijkt Don Joaquin van vermoeidheid. Terug in Toledo twijfelt Rodrigo aan de oprechtheid van de mensen om hem heen, omdat zijn neef Don Esteban hem heeft verteld geleerd dat Don Joaquin niet zijn echte vader is. Don Esteban, de broer van Don Joaquin, is na zijn verbanning terug om zijn plaats in te nemen, en wil de gunsten van de koning winnen door tegen de Moren te vechten. Om dit te vermijden besluit de verzwakte Don Joaquin samen met Rodrigo ten strijde te trekken. 